# 이나로스

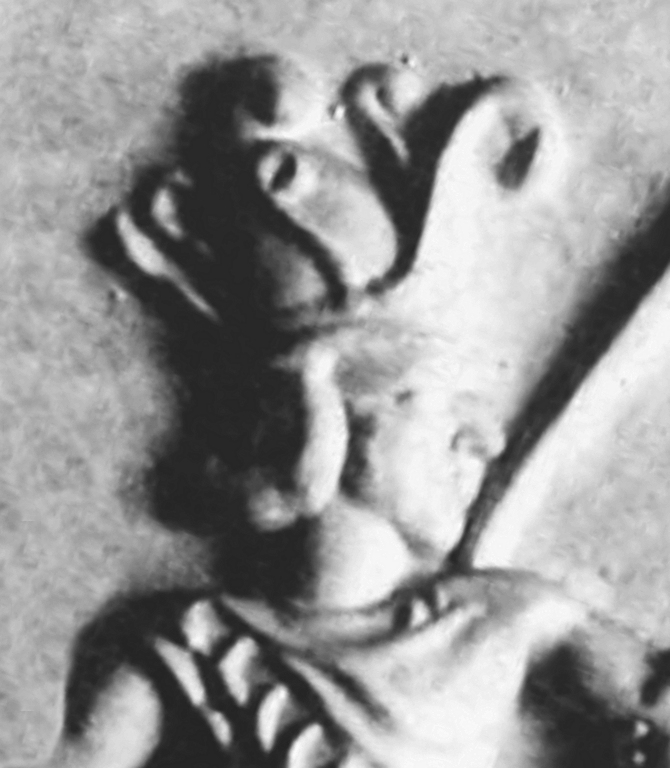

이나로스 또는 이나로스 2세(Inaros II. Inarus)는 이집트 반란군 지도자였다. 이집트 26대 왕조 계열의 프삼티크라는 리비아의 왕자의 아들이었다. 기원전 460년, 그는 아테네 동맹의 도움으로 페르시아를 상대로 반란을 일으켜 사트라프 아카이메네스가 이끄는 페르시아 군을 물리쳤다. 페르시아 군은 멤피스까지 후퇴하였지만, 아테네는 기원전 454년에 메가뷔조스가 이끄는 페르시아 군에게 2년간의 공성 끝에 결국 패배했다. 이나로스는 사로 잡혀 수사로 보내졌고, 전하는 바에 의하면 기원전 454년에 십자가에 못박히는 형에 처해졌다.

## 반란과 여파
그는 마레이아(파로스 위)와 사이스 주변의 나일강 삼각주 출신의 리비아 인들에 대한 왕통을 가지고 있었다. 북쪽의 평원을 차지했던 사이스 출신인 아미리타이오스의 도움으로 아나로스는 세금징수관관 용병들을 몰아낼 수 있었으며, 그리하여 크세르크세스 1세의 암살 이후 페르시아의 아르타크세르크세스 1세의 통치기 동안에 이집트에서 반란을 일으킬 수 있었다. 그로부터 100 트리에르를 받은 아테네 연합군은 부대를 파견했고, 카리티메스가 이끄는 200척 이상의 군대가 그를 지원하기 기원전 460년에 파견되었다. 반란군은 아르타크세르크세스 1세의 형재인 태수 아카마이메네스가 이끄는 40만 보병과 여덟 척의 배를 가진 페르시아 군과 맞섰다. 40만 병력 중 10만을 이끌었던 태수 아카이메네스는 팜프리미스에서 그의 병력과 패배를 당해 전사했고, 페르시아 군은 멤피스로 후퇴했다. 아테네 함대를 이끌었던 사령관 카리티미데스와 키몬은 해전에서 페르시아 군과 격돌했으며, 40척의 배로 50척의 페르시아 배와 교전을 벌여, 20척이 선원들과 함께 사로잡았고, 나머지 30척은 침몰시켰다. 그들의 승리를 보여주기 위해, 반란들은 태수 아카이메네스의 시체를 페르시아 왕에게 보냈다.
그러나 승리는 짧았다. 페르시아군과의 재격돌에서 카리미데스는 전사했고, 이나로스는 허벅지에 부상을 당해 뷔블로스에 있는 그들의 요새로 후퇴하였고, 그곳은 메가뷔조스에게 항복하지 않은 유일한 도시가 되었다. 1년 6개월간의 전투를 치른 끝에 메가뷔조스에 의해 패배를 당해 이나로스는 그리스인들과 함께 사로잡혀 수사로 후송되었다.

## 처형
메가뷔조스는 이나로스와 그의 편에 붙에 반란군 그리스인들에게 수사에 도착하기만 한다면 처형되지는 않을 것이라고 약속했다. 태후는 태수였던 아들 아카이메네스의 죽음에 책임이 있는 그들을 처벌하여, 처형하기를 원했고, 그들에게 죽음을 요구했다. 아르타크세르크세스 1세는 이 약속을 지켰지만, 5년간의 탄원 끝에 이나로스와 50명의 그리스인들을 태후 아메스트리스에게 양도를 했다.
그의 죽음에는 두 가지 설이 있다. 첫 번째에 따르면, 그는 십자가에 못 박히는 형에 처해졌고, 나머지 설은 찔러 죽였다는 설이었다. 포티오스에 의해 전해진 크테시아스의 글에는 3개의 기둥 위에서 처형되었고, 그녀가 양도받은 50명의 그리스인은 참수되었다고 전한다. 그리스어로 아네스타우로테(anestaurothe)는 참수형이나 하나의 기둥 또는 십자가로 된 기둥 위에 못을 박아 세우는 그의 처형 방법을 묘사하거나, 이름짓는데 사용되었지만, 기록으로 충분한 남은 역사적 증거나 정보는 존재하지 않는다.
투키디데스의 주장은 약간 달랐다. 그는 휴전은 없었다고 기록하고 있는데, JM 빅우드 교수는 투키디데스가 기원전 454년 같은 해에 이나로스가 사로잡혀, 처형당했다는 것에서 해석을 했을 것이라고 주장한다.

## 유산
그의 반란은 성공을 거두지는 못했지만, 이집트 역사에 큰 자국을 남겼다. 헤로도투스는 또한 이나로스가 페르시아에 그 이전 어떤 사람들보다 더 큰 타격을 주었다고 말하고 있다.

## 이나로스 1세와 2세
이나로스 2세는 고전과 현대 문학에서 이름 때문에 종종 혼동이 된다. 아트리비스의 리비아 왕자 아나로스 1세는 앗시리아에 대항하여 2세기 전에 반란을 일으켰던 인물이다.